# Samoreferiranje
Samoreferiranje ili pozivanje na samog sebe (eng. self-reference), doslovno svojstvo koje ima tvrdnja koja je sama sebi referencija. Pojam se općenito rabi u logici i za tvrdnje koje uključuju same sebe u popis referencija poput pripovijetke o brijaču kojom se objašnjava Russellov paradoks. Od starih vremena samoreferiranje ima važnu ulogu u matematici i u logici, počevši od Eubulidovih tvrdnjâ koje se pozivaju na sebe same preko Cantora i njegova slažna oslonca na brojčanu varijantu samoreferiranja za dokaz neprebrojivosti realnih brojeva do Russella i njegovog paradoksa te Gödelova poučka o nepotpunosti.